# Yuri Goloubev

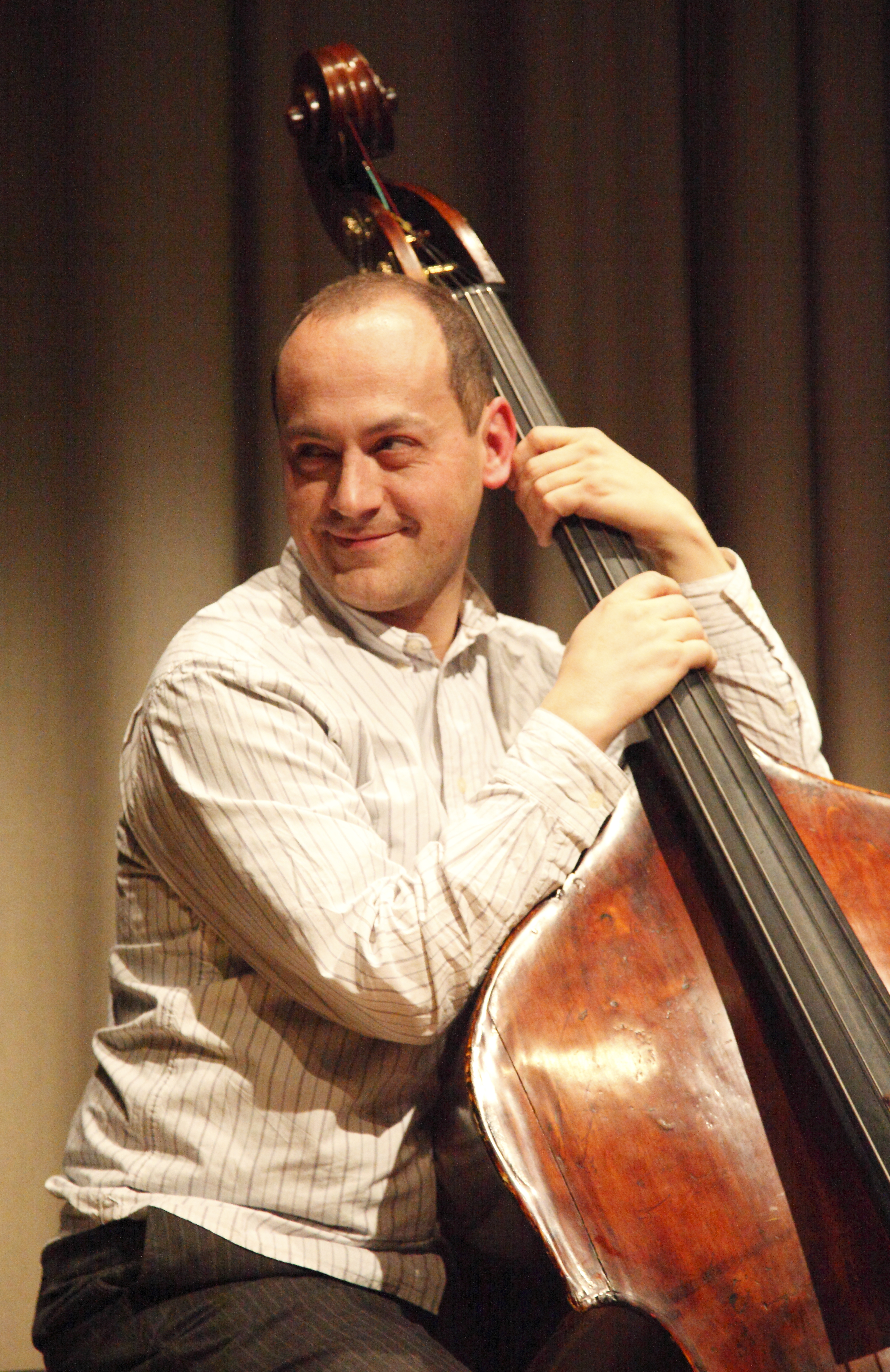
Yuri Goloubev (2014). Fotografie von David Forman

Yuri Goloubev (Juri Golubew, russisch Ю́рий Голубев, * 27. Juli 1972 in Moskau) ist ein russischer, in Westeuropa arbeitender Musiker (Kontrabass, Komposition), der sich im Bereich der Klassischen Musik wie auch im Modern Jazz betätigt.

## Leben und Wirken
Yuri Goloubev hatte zunächst Unterricht an der Moskauer Zentralen Musikschule und am Tschaikowskij-Konservatorium, an dem er 1995 den Masterabschluss absolvierte. Bald darauf war er 1990 Gewinner des All-Sowjetischen Union-Studenten-Wettbewerbs; darauf wurde er Prinzipal-Bassist beim Kammerorchester Ensemble XXI (1990–1991). Anschließend arbeitete er am Bolschoi-Theater, von 1992 bis 2004 als Prinzipal-Bassist mit dem Kammerorchester der Moskauer Solisten unter der Leitung von Juri Baschmet. Als klassischer Kontrabassist arbeitete er des Weiteren mit Mario Brunello, Sarah Chang, James Galway, Gidon Kremer, Shlomo Mintz, Swjatoslaw Richter, Mstislav Rostropovich, Thomas Quasthoff, Uto Ughi und Maxim Vengerov; außerdem trat er in bekannten Spielstätten wie der Carnegie Hall (New York), Suntory Hall (Tokyo), Barbican Centre (London), der Berliner Philharmonie und im Opernhaus von Sydney auf. Ferner schrieb er Stücke für Jazz und Kammermusik-Ensembles, Transkriptionen für Bass und Arrangements. 2002 erhielt er als bislang jüngster Bassist die Auszeichnung als Verdienter Künstler Russlands.
Seit Ende der 1990er-Jahre arbeitete Goloubev verstärkt im Bereich des Jazz und trat in Clubs und auf Festivals als Jazzbassist auf. 1999 entstanden Aufnahmen mit Igor Bril. 2004 zog er nach Mailand. Er arbeitete ab den 2000er-Jahren u. a. mit Klaus Gesing, Guido Manusardi (Tandem, 2006), Claudio Fasoli, Gwilym Simcock, Tim Garland, John Law, Fabienne Ambühl, Maciek Pysz, Markelian Kapedani, Michele Di Toro, Roberto Olzer, Yumi Ito und Sonia Spinello, außerdem in den Formationen Brass Joy, Ens, Europe Connection, Final Step und dem Just Music Trio. 2011 nahm er das Album Titanic for a Bike auf, an dem Julian Argüelles, Claudio Filippini und Asaf Sirkis mitwirkten. Im Bereich des Jazz war er zwischen 1999 und 2019 an 55 Aufnahmesessions beteiligt.
Weiterhin lehrte Goloubev ab 2007 an der Jazz-Fakultät des Centro Professione Musica; ab 2010 war er Professor am Staatlichen Konservatorium Trient. Seit 2015 lehrt er am Royal Welsh College of Music and Drama in Cardiff Jazz-Kontrabass und Harmonielehre.

## Diskographische Hinweise
- Glaudo Venier/Yuri Goloubev: Hommage a Duke (Caligola, 2006), mit Asaf Sirkis
- Mario Zara/Yuri Goloubev/Marco Zanoli: Private Tales (Abeat, 2006)
- Gwilym Simcock/Yuri Goloubev: Duo Art – Reverie at Schloss Elmau (ACT, 2013)
- Two Chevrons Apart (Basho, 2020), mit Tim Garland, John Turville, Asaf Sirkis